# Rue de la Boule-Rouge
Pour l’article homonyme, voir Rue de la Boule.
La rue de la Boule-Rouge est une voie du 9e arrondissement de Paris, en France.

## Situation et accès
La rue de la Boule-Rouge est une voie publique située dans le 9e arrondissement de Paris. Elle débute au 4, rue de Montyon et se termine au 27, rue Richer.

## Origine du nom
Elle tire son nom d'une ancienne enseigne représentant une boule rouge.

## Historique
La rue de la Boule-Rouge est une section de l'ancien « passage de la Boule-Rouge » qui commençait rue du Faubourg-Montmartre et se terminait rue Geoffroy-Marie.
De la fin du XVIIIe siècle jusqu'en 1816, le triangle formé par les rues de Montyon, Geoffroy-Marie et de la Boule-Rouge était un agglomérat de masures sordides et mal fréquentées.
Par ordonnance 1833, la rue est alignée :
« Article 1 — Sont arrêtés ainsi qu'ils sont tracés sur les plans ci-annexés, conformément aux procès-verbaux des points de repère transcrits sur les dits plans, les alignements des voies publiques de Paris ci-après désignées, savoir : rues Beauregard, Bellefond, Bergère, Bleue, Bochard-de-Saron, de la Boule-Rouge, Buffault, Coquenard, Cretet, Montholon, Papillon, Pétrelle prolongée, Ribouté, Richer, Turgot, avenue Trudaine.
Article 2 — Il sera procédé conformément aux lois et règlements en vigueur, on tout ce qui pourra concerner soit les réparations d’entretien, soit la démolition, pour cause de vétusté, des bâtiments qui excèdent les alignements ainsi arrêtés, soit les terrains à occuper par la voie publique ou par les particuliers, soit enfin les indemnités qui seront dues de part et d'autre pour la cession de ces terrains.
Article 3 — Notre ministre secrétaire d’État au département du commerce et des travaux publics est chargé de l'exécution de la présente ordonnance.
Donné au palais des Tuileries, le 23 août 1833.
Signé : Louis-Philippe Ier. »

## Passage de la Boule-Rouge
Le passage de la Boule-Rouge fut ouvert sur des terrains appartenant aux hospices de Paris à la fin du XVIIe siècle. En 1816, le passage fut transformé en rue. En 1843, une partie de cette rue devint la rue de Montyon.

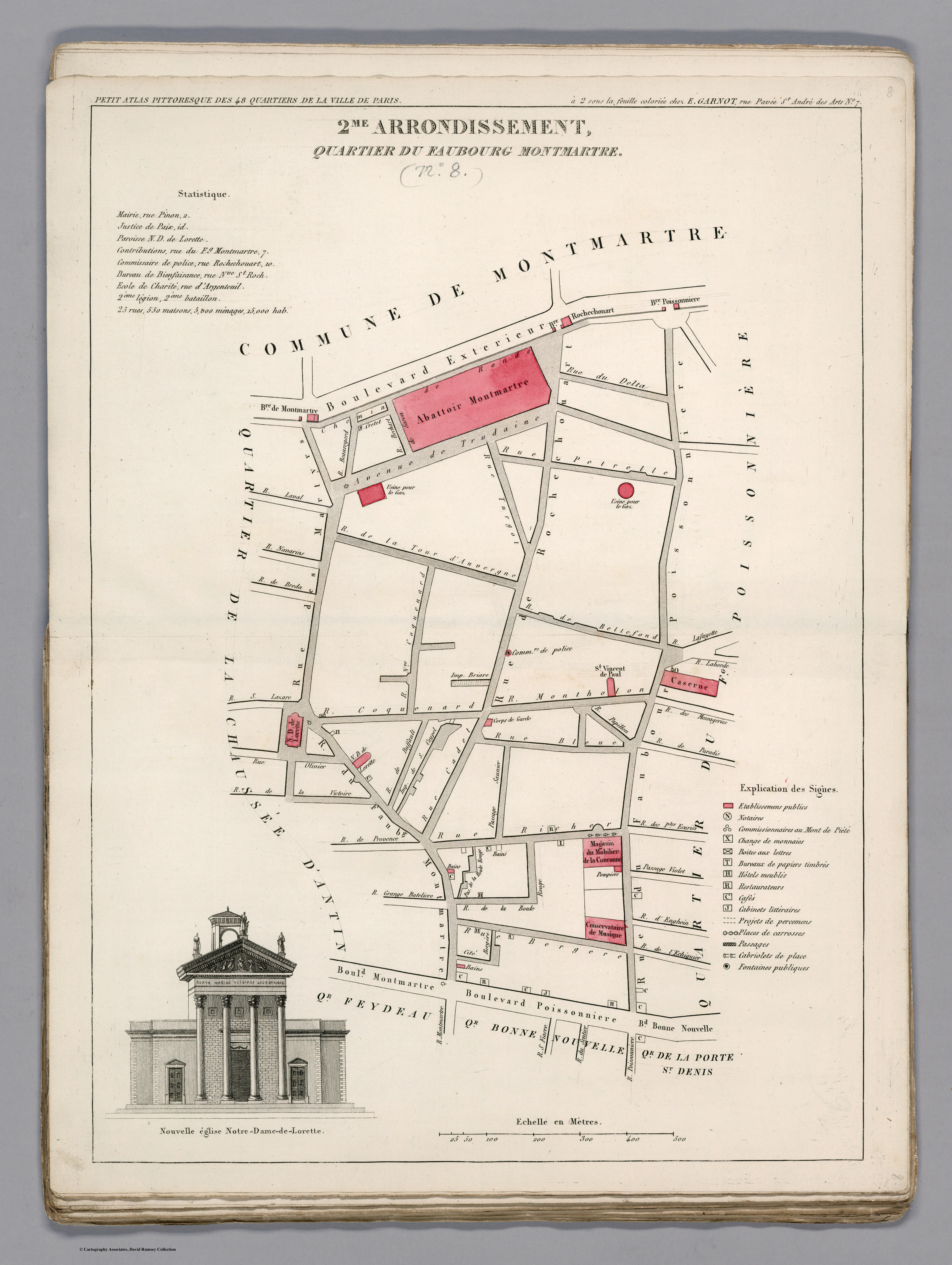
Plan du quartier du Faubourg Montmartre dans l'ancien 2e arrondissement en 1834.

## Bâtiment remarquables et lieux de mémoire
- No 5 : emplacement de la fontaine marchande de la Boule-Rouge[4].